# Mallobathra subalpina
Mallobathra subalpina är en fjärilsart som beskrevs av Alfred Philpott 1930. Mallobathra subalpina ingår i släktet Mallobathra och familjen säckspinnare. Inga underarter finns listade i Catalogue of Life.